# Cristópolis
Cristópolis es un municipio brasilero del estado de la Bahia, microrregión de Cotegipe. Vegetación predominante: cerrado. La región registra temperaturas que oscilan entre 17 °C, en las estaciones más frías, y 32 °C en las estaciones más calientes. 